# 天下御免の日曜日!
『天下御免の日曜日!』（てんかごめんのにちようび）は、北陸放送（MROラジオ）が1976年4月から1988年4月10日まで毎週日曜日の午後に放送していたバラエティ番組。

## 概要
放送時間は毎週日曜日13:00〜17:00。本番組スタート前は『トヨタマイカーサンデー』『パルパルサンデー 集まれ!C&C』など数本の番組が日曜日13:00〜17:00の枠に並んでいたが、これらを一枠に統合する形でスタート。『トヨタマイカーサンデー』『パルパルサンデー』は引き続き、当番組内のコーナー番組として継続。12年間、当番組は3部または4部の部制で放送されていた。

## パーソナリティ
- 井上真由美 （1976年4月〜1977年10月30日）[1]
- 泉朱子 （1977年11月6日〜1980年10月12日）[2]
- 三波豊和・黒部幸英 （1980年11月9日〜1982年3月21日）[3][2][4][5]
- 白石まるみ （1982年3月28日〜1983年3月28日）[6][7]
- 上村久美 （1983年4月10日〜）[8]
- 八田静輔[9]
- 笹原忠義 （1986年10月26日まで）[10]
- 沼田憲和 （1986年11月2日〜1988年4月10日）[11][12]
- 久保千浪 （1988年4月10日まで ※最末期パーソナリティ）[12]

## 番組構成
1976年〜1977年
- 13:00 - 第1部「まゆみでスタート」
- 13:20 - 第2部「パルパルサンデー 集まれ!C&C」（出演：西川章久、和泉由紀）
- 14:15 - 第3部「トヨタマイカーサンデー」（出演：八田静輔）
- 15:15 - 第4部「ダイナミックテレテレリクエスト」（出演：楠和夫、上野久美子）

1977年以降
- 13:00 - オープニング
- 13:20 - 第1部「パルパルサンデー 集まれ!C&C」（1982年3月まで）[3][14]
出演：ミス花子（1978年3月26日まで）[15]、和泉由紀（1980年4月6日まで）[16]→ 笹原忠義（1980年4月27日〜）[17]
- 13:20 - 第1部「PAL.DO Sunday」（1982年4月〜1986年10月）[18][19][20]
出演：笹原忠義[18][20]
- 14:15 - 第2部「トヨタマイカーサンデー」
出演：西出由紀枝（1980年当時）[18]→ 沼田憲和、星野圭子（1982年10月〜1982年12月26日）[21]→ 西川章久（1983年1月2日から）[22]→ 沼田憲和（当番組最末期）[12]
- 15:15 - 第3部「ダイナミックテレテレリクエスト」
出演：笹原忠義（1982年当時）[18]→ 沼田憲和（当番組最末期）[12]

その他
- MROニュース
- 天気予報、交通情報
- フライト情報
- 金沢競馬中継
などを随時放送[3][4][12]。